# Radicaal 116
Radicaal 116 is een van de 23 van de 214 Kangxi-radicalen dat bestaat uit vijf strepen.
In het Kangxi-woordenboek zijn er 298 karakters die dit radicaal gebruiken.

## Karakters met het radicaal 116
| Strepen | Karakter                         |
| ------- | -------------------------------- |
| + 0     | 穴                               |
| + 1     | 穵                               |
| + 2     | 究 穷                            |
| + 3     | 穸 穹 空 穻 突                   |
| + 4     | 穼 穽 穾 穿 窀 窂 窃             |
| + 5     | 窄 窅 窆 窇 窈 窉 窊 窋 窌 窍 窎 |
| + 6     | 窏 窐 窑 窒 窓 窔 窕             |
| + 7     | 窖 窗 窘 窙 窚 窛 窜 窝          |
| + 8     | 窞 窟 窠 窡 窢 窣 窤 窥 窦 窧    |
| + 9     | 窨 窩 窪 窫 窬 窭                |
| + 10    | 窮 窯 窰 窱 窲 窳 窴 竃          |
| + 11    | 窵 窶 窷 窸 窹 窺 窻 窼 窽       |
| + 12    | 窾 窿 竀 竁 竂 邃                |
| + 13    | 竄 竅                            |
| + 14    | 竆                               |
| + 15    | 竇                               |
| + 16    | 竈 竉                            |
| + 17    | 竊                               |

Groot zegelkarakter
Klein zegelkarakter